# Sy Oliver
Sy Oliver, właśc. Melvin James Oliver (ur. 17 grudnia 1910 w Battle Creek, zm. 28 maja 1988 w Nowym Jorku) – afroamerykański muzyk jazzowy, trębacz, wokalista, kompozytor, aranżer i bandlider.

## Życiorys
Dorastał w Zanesville w Ohio w rodzinie muzycznej. Jego matka uczyła gry na fortepianie. Ojciec był multiinstrumentalistą i demonstratorem saksofonów w czasach, kiedy na tym instrumencie grano głównie w orkiestrach marszowych.
Od dzieciństwa grał na trąbce. Po ukończeniu szkoły średniej w wieku siedemnastu lat wyjechał z domu, żeby podjąć pracę w orkiestrze Zacka Whyte’a The Chocolate Beau Brummels w Cincinnati. Muzycy z zespołu szybko nadali mu przydomek „Sy” (pochodzący od słowa „psychiatra”), ponieważ był oczytany i posługiwał się bogatym słownictwem. W orkiestrze Whyte’a grał w latach 1927–1930. Następnie przeszedł do zespołu Alphonse’a Trenta. Był dobrym trębaczem, świetnie posługującym się tłumikiem, i niezłym wokalistą. Zaczął też wówczas aranżować muzykę.
W latach 1933–1939 pracował z orkiestrą Jimmie’ego Lunceforda. Miał wielki wpływ na jej oryginalne brzmienie. O stylu zespołu decydowały przede wszystkim jego innowacyjne aranżacje charakteryzujące się pomysłową instrumentacją i pełnym brzmieniem. Styl ten cechował rytm dwubeatowy przeciwstawny do standardowego, czteroczęściowego metrum swingowego. Wtedy także wypracował własne brzmienie na trąbce, zwane „growl trumpet”.
Gdy w 1939 Tommy Dorsey postanowił przekształcić swoją orkiestrę z dixielandowej na swingową, skusił go do pracy w niej dużym wynagrodzeniem. Krytyk jazzowy i publicysta James Kaplan napisał: „Zespół Dorseya nabrał kolosalnego rozpędu, kiedy Tommy ukradł Luncefordowi wspaniałego aranżera – Sya Olivera”. Jego przejście przyciągnęło do reorganizowanej orkiestry znanych jazzmanów, m.in. Buddy’ego Richa. Dzięki jego aranżacjom takie utwory jak On the Sunny Side of the Street oraz skomponowane przez niego Yes, Indeed!, Opus One, The Minor is Muggin’ i Well, Git It stały się przebojami zespołu Dorseya.
Podczas II wojny światowej służył w U.S. Army, gdzie prowadził orkiestrę. Po zwolnieniu z wojska wrócił do zespołu Dorseya, pozostając w nim do 1946.
Od końca lat 40. do wczesnych 70. prowadził różnoraką działalność muzyczną. M.in. przez dziesięć lat był dyrektorem muzycznym wytwórni Decca Records. Aranżował utwory dla wielu słynnych wokalistów: Elli Fitzgerald, Louisa Armstronga, Franka Sinatry, Peggy Lee, Sammy’ego Davisa jra i Cateriny Valente. Na początku lat 70. założył i prowadził nonet, z którym występował do 1984.
Zmarł w nowojorskim szpitalu Mount Sinai po zmaganiach z rakiem płuc. Miał 77 lat.

### Małżeństwo i dzieci
Był żonaty z Lillian, wokalistką, którą poznał podczas występu obojga w programie radiowym „Endorsed by Dorsey” w 1946. Miał z nią dwóch synów.

## Wybrana dyskografia
- 1956 Sy Oliver And His Orchestra – Sway It With Flowers (Brunswick Records)
- 1958 Sentimental Sy (Jasmine)
- 1963 Just A Minute! – The Swinging Strings Of Sy Oliver (Sesac Recordings)
- 1973 Sy Oliver – Yes Indeed (Black & Blue)
- 1979 Sy Oliver – Easy Walker (Legacy
- 1990 Sy Oliver – Sycholoswing (Ocium)
- 2016 Sy Oliver And His Orchestra (Artist)

Z innymi wykonawcami
- 1942 Tommy Dorsey – What Is This Thing Called Love? (Victor)
- 1955 Peggy Lee with the Sy Oliver Orchestra – The Siamese Cat Song (Lady and the Tramp – Original Soundtrack, Walt Disney Records)
- 1957 Peggy Lee – Dream Street (Capitol)
- 1959 Peggy Lee – Miss Wonderful (Decca)
- 1961 Frank Sinatra – I Remember Tommy – Arranged and Conducted by Sy Oliver (Reprise)
- 1967 Lunceford Special (Columbia)
- 1992 Jimmie Lunceford – Stomp it Off (Decca)
- 1995 Ella Fitzgerald – The Legendary Decca Recordings (GRP)
- 1998 Jimmie Lunceford – Swingsation (GRP)
- 2008 Jimmie Lunceford – Rhythm Is Our Business (Past Perfect) – remastered
- 2015 The Popular Frank Sinatra (Megaforce)

Zestawienie wg dat wydania płyt

## Nagrody w wyróżnienia
- 1945 Pierwsze miejsce w kategorii: „Aranżer” w głosowaniu czytelników w plebiscycie tygodnika jazzowego „DownBeat”[6]
- 2000 Wprowadzenie do Panteonu Sław Big-bandów i Jazzu (The Big Band and Jazz Hall of Fame) – pośmiertnie